# Ernst Löw

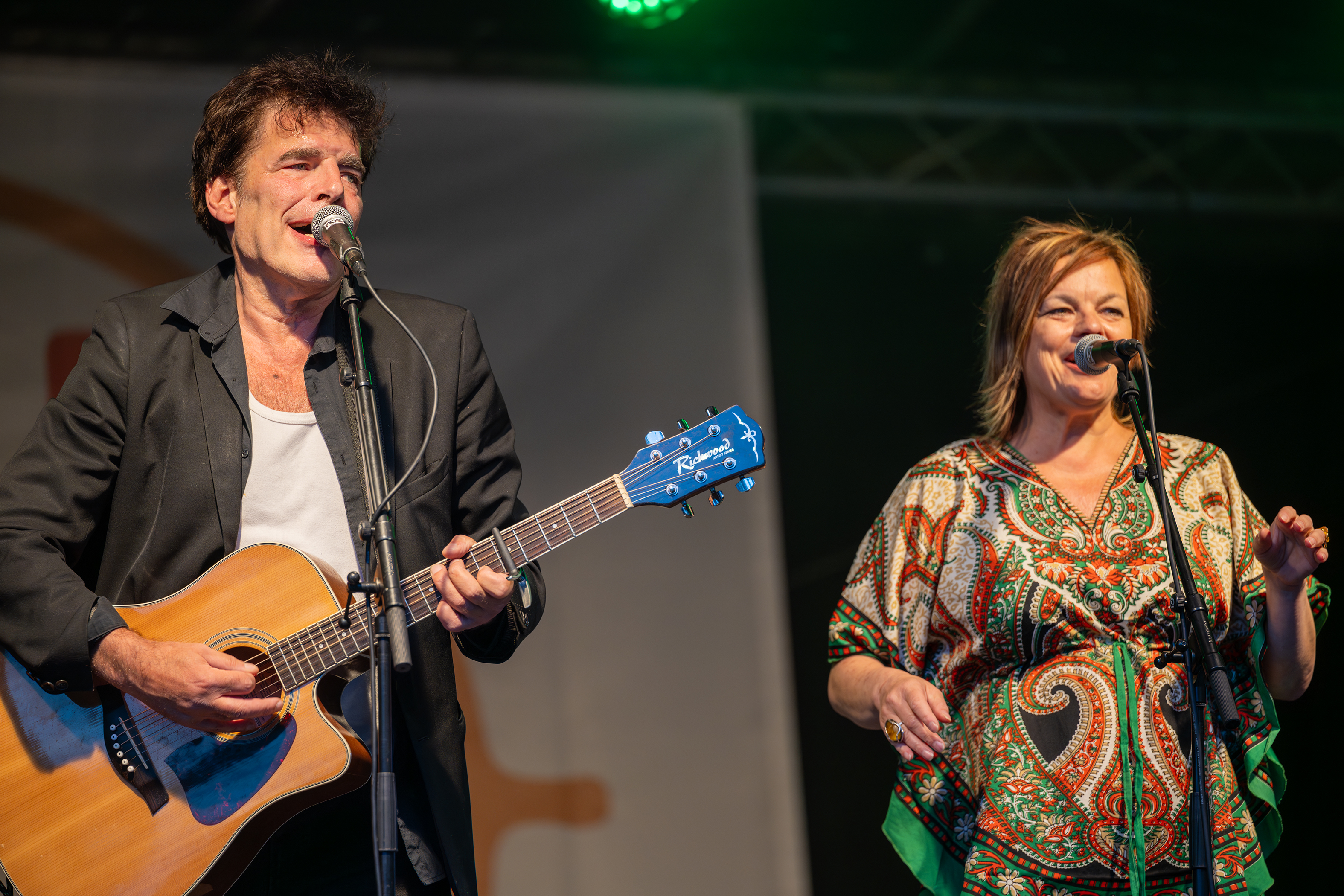
Ernst samen met Deborah Ostrega in 2024

Ernst Frederik Löw (Amsterdam, 5 september 1964) is een Nederlandse acteur en singer-songwriter.

## Levensloop
Van 2004 tot 2005 speelde hij mee in de Vlaamse soapserie Thuis, waarin hij de rol van Arno vertolkte. Zijn cd Jongen toch werd geproduceerd door Rick de Leeuw.

### Privé
Löw is een zoon van regisseur Bob Löwenstein (Sil de Strandjutter) en actrice en cabaretière Wieke Mulier en een broer van acteur Victor Löw.

## Filmografie

### Speelfilms
- Brylcream Boulevard: Jean-Pierre de Bie (1995)
- De Bal: Sweetlove (1999)
- Het wonder van Máxima: Viktor (2003)
- Zoop in Afrika: Siegfried Schilt (2005)
- Zoop in India: Siegfried Schilt (2006)
- Zoop in Zuid-Amerika: Siegfried Schilt (2007)
- T.I.M. (The Incredible Machine): Rabotnikmedewerker (2014)

### Televisie

#### Hoofdrollen
- De Makelaar: Sergei (1999)
- Thuis: Arno Dandrea (2004-2005)
- ZOOP: Siegfried Schilt (2004-2006)

#### Gastrollen
- Wildschut & De Vries: Johan Koppen (2000)
- Verkeerd verbonden: Ernst van Kolfschoten (2001)
- Spoed: Sonny Vereecken (2001-2002)
- Westenwind: Mark Landers (2002)
- Ernstige Delicten: Steven Dallinga (2002-2003)
- Baantjer: Henk Meermans (2004)
- Flikken: Alek Dashi (2005)
- Witse: Wouter Burie (2006)
- Kees & Co: Jaap (2006)
- Vermist: broer Klaas De Welt (2008)
- Goesting: Sasha (2010)
- Familie: Quinten Huisinga (2011)
- Zone Stad: Silvio Batardi (MC Black Mambas) (2012)
- Flikken Maastricht: Tim Konterman (2014)
- Flikken Rotterdam: Henk Hannema (2016)
- Auwch: zichzelf (2016)
- Familie: Jim (2018)
- Campus 12: Max Leclercq (2020)